# Chris Henry
(en) Statistiques sur pro-football-reference
Chris Henry, né le 17 mai 1983 à Belle Chasse en Louisiane et mort le 17 décembre 2009 à Charlotte en Caroline du Nord, était un joueur américain de football américain qui évolua pendant cinq saisons en National Football League au poste de wide receiver pour les Bengals de Cincinnati.
Il avait joué au niveau universitaire dans la NCAA Division 1 FBS pour les Mountaineers de la Virginie-Occidentale.
Il est mort en tombant d'un camion en mouvement. Une enquête post mortem a révélé qu'Henry avait développé une encéphalopathie traumatique chronique (ETC) au cours de sa carrière de joueur en raison de coups répétés à la tête. La CTE ne pouvant être diagnostiquée qu'après une autopsie et le joueur étant toujours actif en NFL au moment de son décès, Henry représente le premier cas où une ETC a été diagnostiquée chez un joueur en activité.

## Biographie

### Sa jeunesse
Henry est né de l'union de Carolyn Lee et de David Henry à Belle Chasse en Louisiane. Il entre au lycée Belle Chasse où il se voit décerner pendant son année senior, le prix de meilleur joueur offensif de l'année des petites écoles de La Nouvelle-Orléans . Au cours de cette saison les Fighting Cardinals se qualifient pour la finale du championnat de l'État de Louisiane joué dans le Louisiana Superdome. Henry se montre également excellent en basket-ball et en athlétisme.

### Carrière universitaire
Il effectue sa carrière universitaire avec les Mountaineers de l'université de Virginie-Occidentale située à Morgantown, de 2002 à 2004.
En 2003, il reçoit le prix de freshman de l'année de la he earned Big East Conference et est sélectionné dans la seconde équipe type de cette conférence après avoir réceptionné 41 passes, gagné 1 006 yards tout en inscrivant 10 touchdowns.
Il devient également le second joueur de l'histoire de l'université à dépasser les 1 000 yards à la réception sur une saison (derrière David Saunders (en)). Ses 24,5 yards par réception sont également la troisième performance de l'histoire de l'université,.
Il réalisera son meilleur match au niveau universitaire contre les Orange de Syracuse, inscrivant 2 touchdowns et gagnant 209 yards. Il effectue sa plus longue réception (83 yards) contre les Scarlet Knights de Rutgers.
En 2004, Henry joue 7 matchs, effectue 52 réceptions pour un gain global de 872 yards et inscrit 12 touchdowns. Lors du Gator Bowl 2005 contre les Seminoles de Florida State (défaite 30 à 18, 3 réceptions), Henry déclare qu'il va se présenter à la Draft 2005 de la NFL.
Pendant son année sophomore, il est exclu du match joué contre les Scarlet Knights de Rutgers, il est exclu à la suite de pénalités pour plusieurs conduites antisportives et est suspendu pour le dernier match de la saison contre l'université de Pittsburgh. Son ancien entraîneur, Rich Rodriguez (en), déclara qu'il était un embarras pour lui-même et le programme.
Ses statistiques universitaires le classent dans les dix meilleurs joueurs de l'histoire de l'université :
- plus de 20 yards de moyenne par réception = 3e performance de l'histoire de l'université[8] ;
- 1 878 yards à la réception = 8e performance de l'histoire de l'université[9] ;
- 93 réceptions = performance de l'histoire de l'université14e[10] ;
- 22 touchdowns à la réception = 2e performance de l'histoire de l'université[11] ;
- 100 yards à la réception dépassés à 6 reprises = 3e performance à égalité de l'histoire de l'université[12].

| Stats. NCAA   | Stats. NCAA   | Stats. NCAA   | Stats. NCAA   | Stats. NCAA   | Matchs | Courses | Courses | Courses | Courses | Réceptions | Réceptions | Réceptions | Réceptions | Totaux | Totaux | Totaux | Totaux |
| Saisons       | Université    | Conf.         | Cl.           | Pos.          | M. J.  | Nb.     | Yds.    | Mo.     | TDs     | Nbr.       | Yds        | Mo.        | TD         | Plays  | Yds    | Mo.    | TD     |
| 2003          | WV            | Big East      | SO            | WR            | 12     | 41      | 1006    | 24,5    | 10      |            |            |            |            | 41     | 1006   | 24,5   | 10     |
| 2004          | WV            | Big East      | JR            | WR            | 11     | 52      | 872     | 16,8    | 12      | 1          | 2          | 2,0        | 0          | 53     | 874    | 16,5   | 12     |
| Carrière NCAA | Carrière NCAA | Carrière NCAA | Carrière NCAA | Carrière NCAA | 23     | 93      | 1878    | 20,2    | 22      | 1          | 2          | 2,0        | 0          | 94     | 1880   | 20,0   | 22     |

### Carrière professionnelle
| Données mesurées lors du NFL Combine 2005 | Données mesurées lors du NFL Combine 2005 | Données mesurées lors du NFL Combine 2005 | Données mesurées lors du NFL Combine 2005 | Données mesurées lors du NFL Combine 2005 | Données mesurées lors du NFL Combine 2005 | Données mesurées lors du NFL Combine 2005 | Données mesurées lors du NFL Combine 2005 | Données mesurées lors du NFL Combine 2005 | Données mesurées lors du NFL Combine 2005 | Données mesurées lors du NFL Combine 2005 |
| Taille                                    | Poids                                     | Long. bras                                | Taille main                               | 40 yds dash                               | 10 yds split                              | 20 yds split                              | 20 yds shuttle                            | 3 cone drill                              | Dét. Vert.                                | Dét. Long.                                |
| ----------------------------------------- | ----------------------------------------- | ----------------------------------------- | ----------------------------------------- | ----------------------------------------- | ----------------------------------------- | ----------------------------------------- | ----------------------------------------- | ----------------------------------------- | ----------------------------------------- | ----------------------------------------- |
| 2,00 m (7 ft 9 in)                        | 89,35 kg (197 lb)                         | -                                         | -                                         | 4.50 s                                    | 1,64 s                                    | 2,68 s                                    | -                                         | -                                         | -                                         | -                                         |

Il est choisi au 3e tour en 83e choix global par les Bengals de Cincinnati lors de la Draft 2005 de la NFL. Il fait ses débuts en NFL le 18 septembre 2005 contre les Vikings du Minnesota. Lors de sa saison rookie, il compile 31 réceptions pour un gain de 422 yards et 6 TDs. Lors du premier match de playoffs pour les Bengals depuis 15 ans contre les Steelers de Pittsburgh, il effectue une réception et gagne 66 yards lors du second jeu du match de sa franchise. Cependant, sur ce jeu, il se blesse au genou tout comme son quarterback Carson Palmer.
Lors de sa seconde saison, Henry totalise 605 yards en 36 réceptions (moyenne de 16,8 yards par réception) et inscrit 9 TDs. Lors du deuxième match de la saison contre les Browns de Cleveland, il effectue 5 réceptions pour 113 yards. Il inscrit ensuite 2 TDs le match suivant contre les Steelers de Pittsburgh. Lors du dernier match de la saison régulière à nouveau contre les Steelers, Henry totalise 124 yards pour 4 réceptions et 1 TD.
Henry est suspendu pour 8 matchs en 2007 après avoir été reconnu coupable de violation de la politique de la NFL en matière de conduite personnelle,. Il revient en 10e semaine contre les Ravens de Baltimore et réussi 4 réceptions pour un gain de 99 yards. Lors du match suivant, défaite contre les Cardinals de l'Arizona, Henry totalise 8 réceptions pour un gain de 81 yards et 1 TD. Henry termine la saison avec 21 réceptions pour un gain de 343 yards et 2 TDs.
Après son arrestation en avril 2008, Henry est remercié par les Bengals. Le président de la franchise Mike Brown, déclare que Henry avait perdu sa chance de poursuivre sa carrière avec les Bengals et que sa conduite ne pouvait plus être tolérée.
Le 7 avril 2008, l'analyste de la radio ESPN et ancien joueur, Michael Irvin, déclare qu'il a reçu un appel téléphonique de Henry, qu'ils ont discuté de ses actes, tout comme il l'avait fait avec son ancien coéquipier de West Virginia Adam "Pacman" Jones également suspendu lors de la saison NFL de 2007 par le commissionner de la NFL, Roger Goodell.
Les wide receiver des Bengals Chad Ochocinco, T. J. Houshmandzadeh et Andre Caldwell étant à l'infirmerie durant la pré-saison 2008, Henry signe un nouveau contrat de deux ans avec la franchise le 18 août. Cette opération survient moins d'un mois après que l'entraîneur principal Marvin Lewis ait déclaré que l'équipe n'avait aucun intérêt à reprendre Henry. Après avoir purgé ses 4 matchs de suspension en début de saison 2008, Henry est activé le 4 octobre. Le running back Kenny Watson est libéré pour faire place à henry dans le roster. Henry termine la saison 2008 avec 19 réceptions pour 220 yards et 2TDs. Il est placé en novembre 2009 sur la liste des réservistes blessés, après s'être cassé l'avant bras lors d'une réception de 20 yards contre les Ravens de Baltimore.
Henry a été impliqué dans une série de problèmes extra-professionnels au cours de sa carrière, comme plusieurs arrestations pour délit de conduite sous l'empire d'un état alcoolique, possession de chanvre et agressions. Il a été suspendu plusieurs matchs à cause de ces faits et la politique de la ligue fut rendue plus stricte en partie par son cas.
Il est mort le 17 décembre 2009 à Charlotte des suites d'une chute d'un véhicule roulant sous l'emprise de l'alcool. Ses statistiques à sa mort étaient de 12 réceptions pour 236 yards (19,7 yards de moyenne) et 2 touchdowns.
| Stats. Saisons régulières | Stats. Saisons régulières | Stats. Saisons régulières | Stats. Saisons régulières | Stats. Saisons régulières | Matchs | Matchs | Réceptions | Réceptions | Réceptions | Réceptions | Réceptions | Courses | Courses | Courses | Courses | Fumbles | Total TDs |
| Saisons                   | Écoles                    | Âge                       | Pos.                      | N.                        | M. J.  | M. T.  | Cib.       | Nb.        | Yds.       | Mo.        | TDs        | Nbr.    | Yds     | Mo.     | TD      | Fumbles | Total TDs |
| 2005                      | CIN                       | 22                        | WR                        | 15                        | 14     | 5      | 50         | 31         | 422        | 13,6       | 6          | 0       | 0       | 0       | 0       | 6       | 2         |
| 2006                      | CIN                       | 23                        | WR                        | 15                        | 13     | 4      | 75         | 36         | 605        | 16,8       | 9          | 0       | 0       | 0       | 0       | 9       | 0         |
| 2007                      | CIN                       | 24                        | WR                        | 15                        | 8      | 2      | 38         | 21         | 343        | 16,3       | 2          | 0       | 0       | 0       | 0       | 2       | 0         |
| 2008                      | CIN                       | 25                        | WR                        | 15                        | 12     | 1      | 46         | 19         | 220        | 11,6       | 2          | 0       | 0       | 0       | 0       | 2       | 0         |
| 2009                      | CIN                       | 26                        | WR                        | 15                        | 8      | 0      | 23         | 12         | 236        | 19,7       | 2          | 0       | 0       | 0       | 0       | 2       | 0         |
| Carrière NFL              | Carrière NFL              | Carrière NFL              | Carrière NFL              | Carrière NFL              | 55     | 12     | 232        | 119        | 1826       | 15,3       | 21         | 0       | 0       | 0       | 0       | 21      | 2         |

| Stats. Playoffs       | Stats. Playoffs       | Stats. Playoffs       | Stats. Playoffs       | Stats. Playoffs       | Matchs | Matchs | Réceptions | Réceptions | Réceptions | Réceptions | Réceptions | Courses | Courses | Courses | Courses | Fumbles | Total TDs |
| Saisons               | Écoles                | Âge                   | Pos.                  | N.                    | M. J.  | M. T.  | Cib.       | Nb.        | Yds.       | Mo.        | TDs        | Nbr.    | Yds     | Mo.     | TD      | Fumbles | Total TDs |
| 2005                  | CIN                   | 22                    | WR                    | 15                    | 1      | 0      | 1          | 1          | 66         | 66,0       | 0          | 0       | 0       | 0       | 0       | 0       | 0         |
| Carrière Playoffs NFL | Carrière Playoffs NFL | Carrière Playoffs NFL | Carrière Playoffs NFL | Carrière Playoffs NFL | 1      | 0      | 1          | 1          | 66         | 66,0       | 0          | 0       | 0       | 0       | 0       | 0       | 0         |